# 冷刺激性头痛

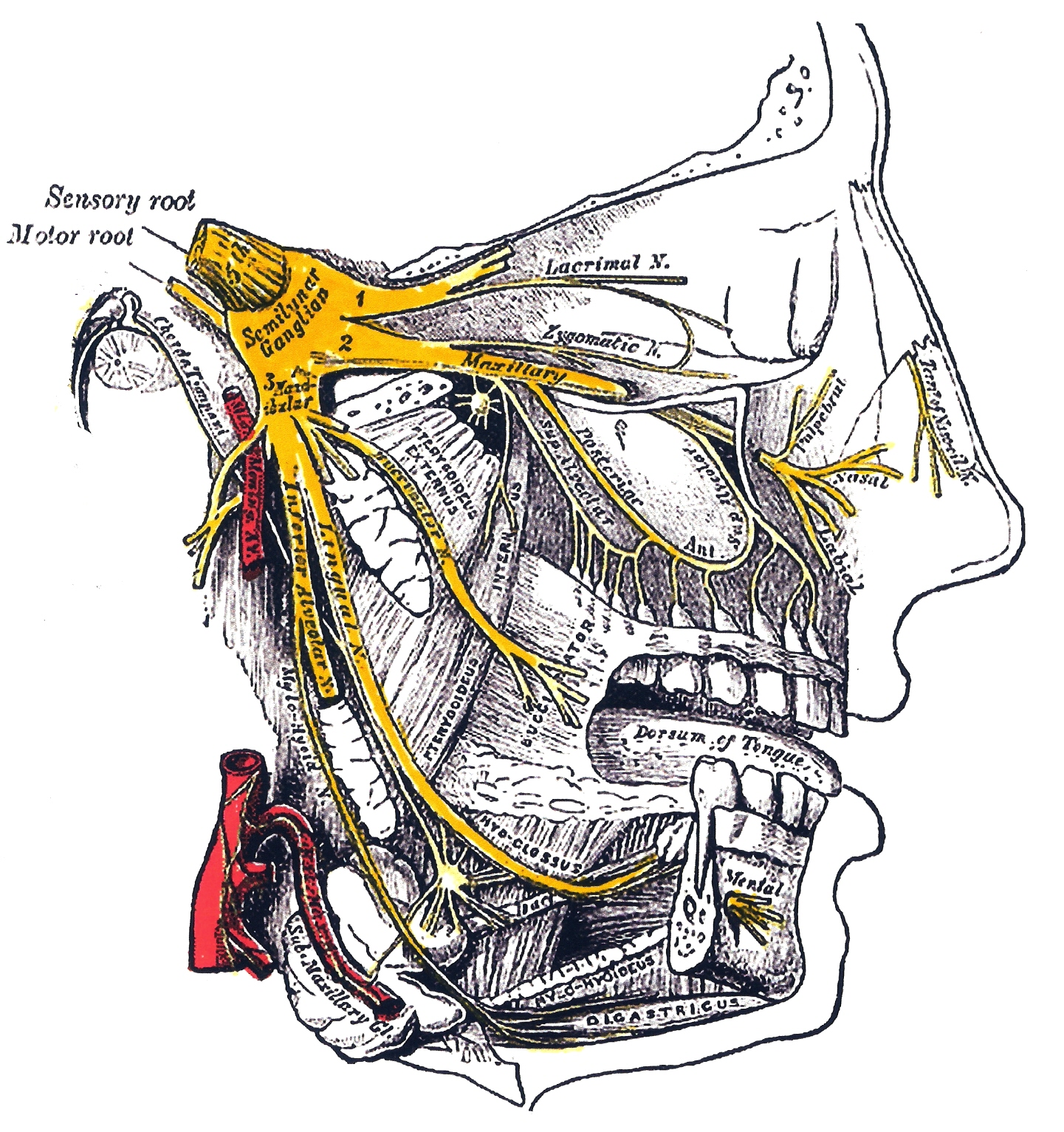
三叉神经

冷刺激性头痛俗称大脑冻结（brain freeze）、冰激凌头痛（ice-cream headache），学名为蝶腭神经节疼痛（sphenopalatine ganglioneuralgia），是由外部施加冷刺激引起的头痛；除寒冷天气中暴露头部、冷水中潜水外，食用冰冷食物（例如冰淇淋）也会造成此种急促的頭痛。一般呈扩散性或非波动性头痛，脱离冷刺激后消失。
冷的食物触及到人的上颌时，人的神经反射會使血管急速收縮擴張，導致疼痛牵涉到上颌，並傳導到大脑。研究稱食用冰冷食物的頻率越高，雪糕頭痛發生的機率越高。

## 诱因和疗法
冷刺激性头痛常可由于快速进食冰冷食物导致的。很多情况下，进食冰激凌或类似食物时，食物触及上颌，或在食用者大口吞咽冰冷食物时会发生冷刺激性头痛。通常，这种头痛症状在10秒内出现，持续20秒左右。也有些人可能需要忍受更长时间。这种头痛似乎和上颌被冰冷食物刺激的位置有关，被刺激的位置和头痛位置呈同一侧，不过也有人整个头部都会痛。
冷刺激性头痛是鼻窦毛细血管受到忽冷忽热的影响而发生的直接原因。一个类似但无痛感的血管反射的例子是，在冷天里出门，脸会变红。结合两个例子来看，低温会导致鼻窦毛细血管的收缩，而后温度回升会使鼻窦毛细血管再次急速扩张。这种扩张会被上颌上的疼痛感受器感知并通过一条主要的面部神经——三叉神经传回到大脑。该神经也可以感觉面部疼痛，只要大脑将神经信号识别为来自额头的痛感即可。这与心脏病发作时导致的牵涉痛是一样的。研究表明，偏头痛的跳动性疼痛阶段与之血管机制相同。
值得注意的是，冷刺激性头痛可以同时在热或冷的外界条件下发生。
一般說來，在吞下冰冷的食物或飲料後，冰淇淋頭痛很快就會緩解。当此头痛发生时，可以通过将舌头抵在上颌的方式，温暖上颌以减轻痛苦。避免這種症狀發作的最好方式是在食用冰冷食物或飲用冰飲時放慢速度，不要大口吞咽；把冰冷食物在口中含一会，使神经适应其温度也是一种行之有效的方法；又或是直接少吃冷食、少喝冷飲。